# Forum AID
Forum AID är en av Sveriges äldsta design- och arkitekturtidskrifter. Chefredaktör och ansvarig utgivare är Daniel Golling. Forum AID bevakar framförallt nordisk arkitektur, inredning och design med artiklar, personporträtt och recensioner. Tidskriften nominerades till Svenska Designpriset år 2007. Forum AID delar årligen ut det uppmärksammade priset Forum AID Award inom arkitektur, inredning och design med en internationellt sammansatt jury. Tidskriften ges ut fyra gånger per år av Forum AID Förlag AB både i en engelsk och en svensk upplaga.
Tidskriften startades år 1976 i arkitektorganisationen SIR:s regi. Den hette då Forum för närmiljö och fokus låg framförallt på Sverige. Så småningom fick tidskriften nya ägare och namnet ändrades till Forum. Bevakningsområdet breddades till att omfatta hela Norden. Namnet behölls fram till år 2006 då AID lades till som en förkortning för de områden som tidskriften bevakar; arkitektur, inredning och design. Fram till våren 2007 var Mark Isitt chefredaktör och han efterträddes då av Daniel Golling.